# Сертан (парафія)
Сертан (порт. Sertã; МФА: [sɨɾ.ˈtɐ̃]) — парафія в Португалії, у муніципалітеті Сертан. Розташована в східній частині країни, на теренах історичної португальської провінції Бейра. Входить до складу округу Каштелу-Бранку. За адміністративним поділом, чинним до 1976 року, терени парафії були складовою провінції Нижня Бейра. Належить до Порталегрівсько-Каштелу-Бранківської діоцезії Католицької церкви. Патрон — святий Петро. Площа — 80,9475 км². Населення — 6196 ос. (2011). Слабо урбанізований регіон. Густота населення — 76,54 осіб/км²
. Код — 050912.

## Населення
| Кількість мешканців | Кількість мешканців | Кількість мешканців | Кількість мешканців | Кількість мешканців | Кількість мешканців | Кількість мешканців | Кількість мешканців | Кількість мешканців | Кількість мешканців | Кількість мешканців | Кількість мешканців | Кількість мешканців | Кількість мешканців | Кількість мешканців |
| ------------------- | ------------------- | ------------------- | ------------------- | ------------------- | ------------------- | ------------------- | ------------------- | ------------------- | ------------------- | ------------------- | ------------------- | ------------------- | ------------------- | ------------------- |
| 1864                | 1878                | 1890                | 1900                | 1911                | 1920                | 1930                | 1940                | 1950                | 1960                | 1970                | 1981                | 1991                | 2001                | 2011                |
| 3 918               | 3 850               | 4 355               | 4 917               | 5 545               | 5 634               | 6 125               | 6 837               | 7 281               | 6 909               | 6 036               | 5 947               | 5 264               | 5 499               | 6 196               |